# Elsensee (Quickborn)
Der Elsensee ist ein See im Kreis Pinneberg im deutschen Bundesland  
Schleswig-Holstein südlich der Stadt Quickborn. Der See ist ca. 3 ha groß. Ein früherer Name war "Groter See", welcher so auch auf dem Quickborner Wappen als eines der beiden Seeblätter abgebildet ist.